# Стефани Морган
Стефани Морган (на английски: Stefani Morgan) е артистичен псевдоним на американската порнографска актриса Стефани Гилфорд (Stephanie Guilford), родена на 31 октомври 1985 г. в град Ривърсайд, щата Калифорния, САЩ.